# جيسون دوريسيو
جيسون دوريسيو (بالإنجليزية: Jason Dourisseau)‏ مواليد 7 سبتمبر 1983 في أوماها، هو لاعب كرة سلة أمريكي. بدأ مسيرته الاحترافية في سنة 2006. يحمل الرقم 8. يبلغ طوله 6 قدم 5 بوصة (2.0 م). لعب مع نيكار ريزن لودفيغسبورغ في الدوري الألماني من سنة 2006 إلى 2008، ثم لعب مع نادي ريكيافيك لكرة السلة في موسم 2008–2009.

## الإنجازات
- الدوري الأيسلندي لكرة السلة (1): 2008–09
- الدوري الهولندي لكرة السلة (3): 2009-10، 2013-14، 2015–16
- أفضل لاعب في الدوري الأيسلندي لكرة السلة (1): 2008–09

## روابط خارجية
- جيسون دوريسيو على موقع الدوري الأوروبي لكرة السلة (الإنجليزية)
- جيسون دوريسيو على موقع كرة السلة الأوروبية.كوم (الإنجليزية)
- جيسون دوريسيو على موقع كلية كرة السلة في سبورتس رفرنس.كوم (الإنجليزية)
- جيسون دوريسيو على موقع ريلجم (الإنجليزية)
- جيسون دوريسيو على موقع بروبوليرز (الإنجليزية)
- جيسون دوريسيو على موقع سبورتس رفرنس (الإنجليزية)